# Рассел Карпентер
Рассел Поул Карпентер (англ. Russell Paul Carpenter;  нар. 9 грудня 1950, Лос-Анджелес, США) — американський кінооператор.
Карпентер народився у Ван Найс, районі Лос-Анджелеса, його дідусь був звукорежисером. Він є членом Американського товариства кінооператорів . Має ступінь Університету штату Каліфорнія в Сан-Дієго.
Рассел Карпентер часто співпрацював з режисером Джеймсом Камероном. За його фільм Титанік (1997) він отримав премію «Оскар» за найкращу операторську роботу.

## Фільмографія
- 1984: Sole Survivor
- 1988: Леді в білому / Lady in White
- 1988: Зубастики 2: Основна страва / Critters 2: The Main Course
- 1989: Шафа Кемерона / Cameron's Closet
- 1990: Сонячна криза / Solar Crisis
- 1990: Ордер на смерть / Death Warrant
- 1991: Досконала зброя / The Perfect Weapon
- 1992: Газонокосар  / The Lawnmower Man
- 1992: Кладовище домашніх тварин 2 / Pet Sematary Two
- 1993: Важка мішень / Hard Target
- 1994: Правдива брехня / True Lies
- 1995: Індіанець в шафі / The Indian in the Cupboard
- 1996: Привиди / Michael Jackson's Ghosts
- 1997: Гроші вирішують все / Money Talks
- 1997: Титанік / Titanic
- 1998: Перемовник / The Negotiator
- 2000: Ангели Чарлі / Charlie's Angels
- 2001: Любов зла / Shallow Hal
- 2003: Ангели Чарлі: Тільки вперед / Charlie's Angels: Full Throttle
- 2004: Ноель / Noel
- 2005: Якщо свекруха — монстр / Monster-in-Law
- 2007: Наркоз / Awake
- 2008: Двадцять одне / 21
- 2009: Гола правда / The Ugly Truth
- 2009: Шафа 13 / Locker 13
- 2010: Кілери / Killers
- 2011: Головне – не боятися! / A Little Bit of Heaven
- 2012: Отже, війна / This Means War
- 2013: Джобс / Jobs
- 2014: Повернути відправнику / Return to Sender
- 2014: Гра на виживання / Beyond the Reach
- 2015: Людина-мураха / Ant-Man
- 2017: Три ікси: Реактивізація / xXx: Return of Xander Cage
- 2019: Ноель / Noelle
- 2022: Аватар: Шлях води / Avatar: The Way of Water
- 2025: Аватар 3 / Avatar 3

## Нагороди
- 1998: «Оскар» за найкращу операторську роботу за фільм Титанік
- 1998: Номінація на BAFTA за найкращу операторську роботу за фільм Титанік